# Wojciech Grzędziński
Wojciech Grzędziński (ur. 1980 w Warszawie) – polski fotoreporter, laureat nagrody World Press Photo, od lutego 2011 do sierpnia 2015 szef fotografów Kancelarii Prezydenta RP i zarazem osobisty fotograf prezydenta Bronisława Komorowskiego.

## Życiorys
Jest absolwentem Uniwersytetu Warszawskiego, gdzie studiował stosowane nauki społeczne, pedagogikę rehabilitacyjną oraz antropologię. Był związany z redakcjami „Rzeczpospolitej” i „Dziennika”. Jako fotoreporter wojenny pracował m.in. w Libanie, Gruzji, Sudanie Południowym i Afganistanie. W 2009 został laureatem III miejsca w konkursie World Press Photo, w którym uhonorowano jego zdjęcia wykonane podczas wojny w Osetii Południowej.
Od lutego 2011 był pracownikiem Kancelarii Prezydenta RP, gdzie kierował zespołem fotografów i zarazem był głównym osobistym fotografem prezydenta RP. Zajmował to stanowisko do końca prezydentury Bronisława Komorowskiego.
Od wielu lat fotografuje również podczas Międzynarodowych Konkursów Pianistycznych im. Fryderyka Chopina.
W 2025 roku współpracuje z Polskim Radiem poprzez udział w pikniku rodzinnym Lata z Radiem – w zaaranżowanym studiu wykonuje zdjęcia słuchaczom audycji.